# Woodland (Luisiana)
Woodland es una pequeña localidad ubicada sobre el delta del Misisipi, dentro de la parroquia de Plaquemines, en el estado de Luisiana, Estados Unidos.

## Geografía

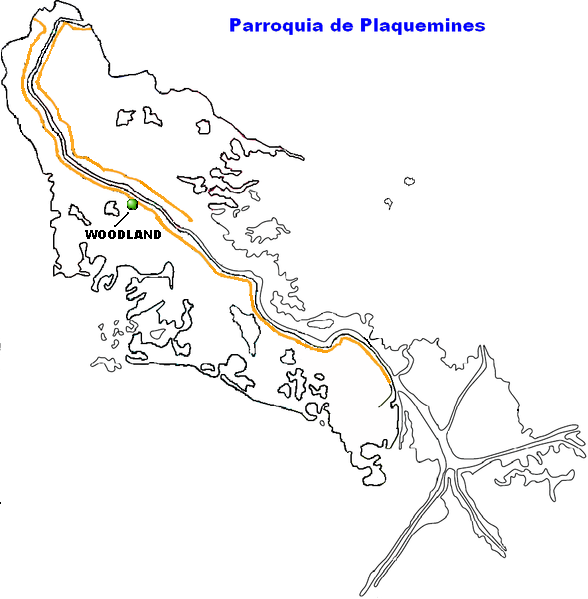
Localización de Woodland en el mapa de la Parroquia de Plaquemines

El establecimiento de Woodland se localiza en las siguientes coordenadas a saber: 29°35′05″N 89°49′31″O / 29.58472, -89.82528. Esta comunidad posee sólo tres metros de elevación sobre el nivel del mar, convirtiéndola una zona proclive a las inundaciones. Su población se compone de menos de doscientos habitantes. Esta localidad se encuentra ubicada a unos cuarenta y nueve kilómetros de Nueva Orleans la principal ciudad de todo el estado, y a 534 kilómetros del aeropuerto internacional más cercano, el (IAH) Houston George Bush Intercontinental Airport.